# Nobelshof

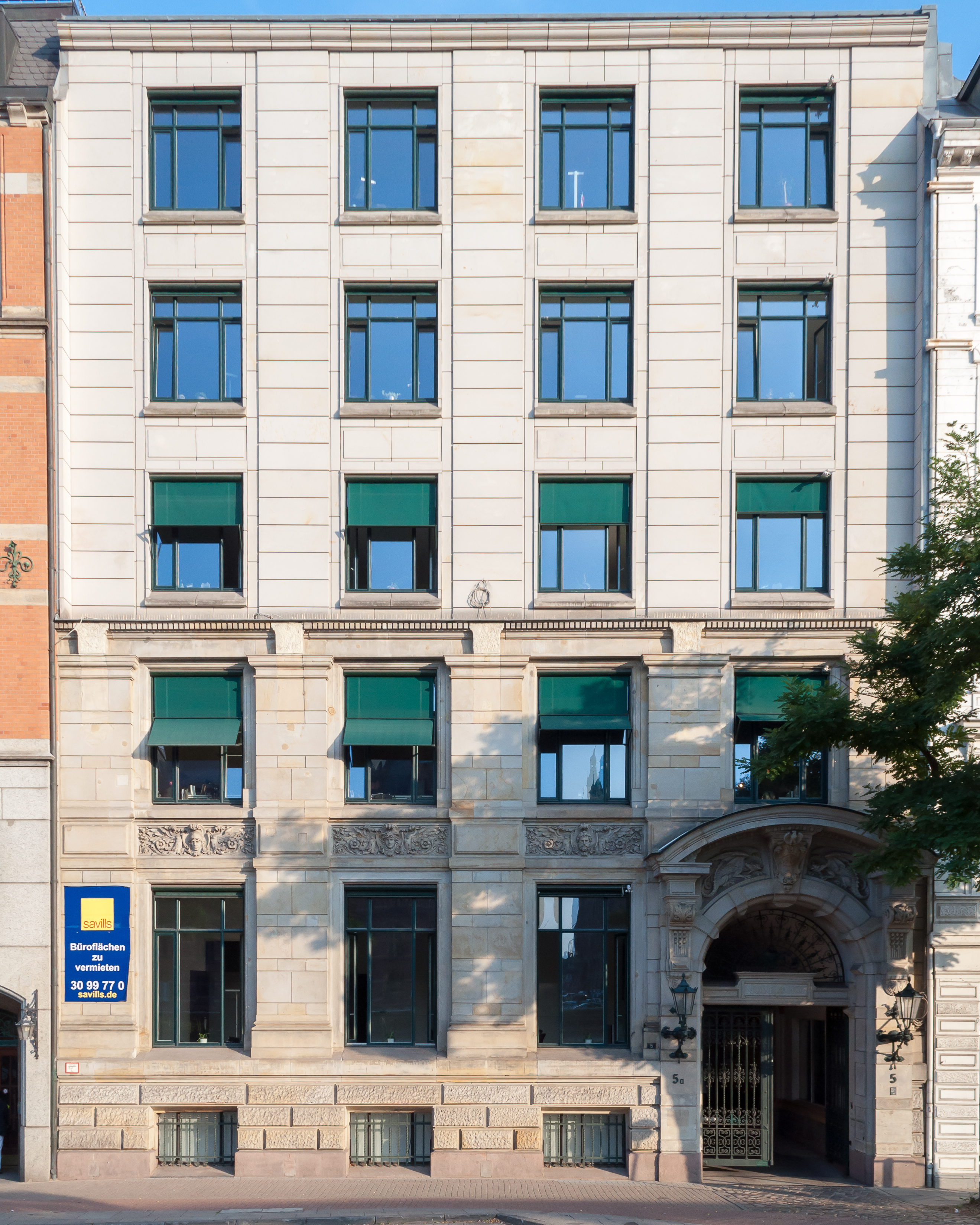
Heutige Fassade des ehemaligen Nobelshofs, Zippelhaus 5

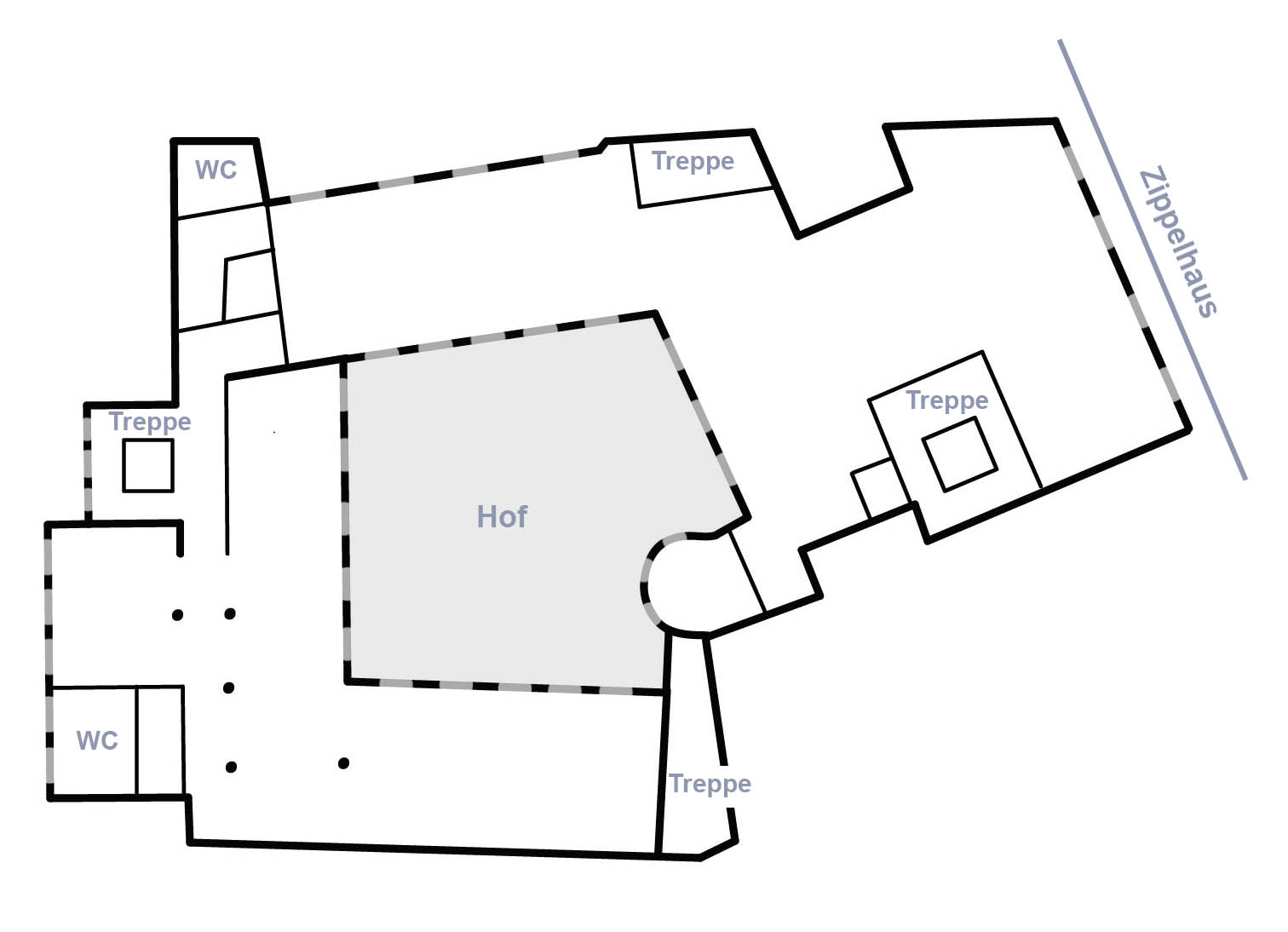
Skizze des ursprünglichen Grundrisses mit Hinterbebauung

Der ehemalige Nobelshof ist ein historisches Kontorhaus vom Ende des 19. Jahrhunderts. Es wurde zeitweilig auch als Seehaus bezeichnet. Das Haus liegt im Hamburger Stadtteil Hamburg-Altstadt, an der Straße Zippelhaus, Hausnummer 5. Das Objekt ist als Kulturdenkmal mit der Objekt-ID 12411 ausgewiesen.

## Baugeschichte und Nutzung
Das Gebäude entstand 1894 nach den Plänen der Architekten Martin Haller und Hermann Geißler. Bauherr war die Dynamit-Actien-Gesellschaft, Nachfolgerin der 1865 von Alfred Nobel in Hamburg gegründeten Firma Alfred Nobel & Co. Hinter der schmalen repräsentativen Fassade am Zippelhaus erstreckte sich ein ausgedehnter Gebäudekomplex im Hof. Das Vorderhaus diente der Dynamit AG als Verwaltungsgebäude. (Die Dynamitfabrik befand sich in Krümmel bei Geesthacht.) Im Hinterhaus gab es frei vermietbare Büros. Nach dem damals neuesten Stand der Technik waren die Gebäude mit Zentralheizung, Aufzügen und Belüftung ausgestattet und verfügten über mehrere Treppenhäuser.
Die Dynamit-Actien-Gesellschaft residierte hier nur wenige Jahre. Schon 1914 gehörte das Haus der Deutschen See-Berufsgenossenschaft und wurde auf den Namen Seehaus umbenannt. Ein Medaillon über dem Eingangsportal weist auf die neuen Besitzer hin. Dort sind die Initialen S B G, zwei gekreuzte Flaggen und ein Anker dargestellt.
1940 erhielt der Komplex noch einen Erweiterungsbau nach Plänen der Architekten Puls und Richter.
Durch Kriegsschäden im Zweiten Weltkrieg verlor der Fassadenbau seine oberen Geschosse. Die Schäden an den verbleibenden zwei unteren Geschossen hat man in den 1960er Jahren notdürftig repariert. Eine Aufstockung auf die ursprüngliche Höhe erfolgte erst 2001. Dabei wurde die historische Fassade nicht wieder hergestellt.

## Baubeschreibung

### Ursprüngliche Fassade
Die vierachsige Fassade aus Werkstein orientierte sich am Stil der italienischen Renaissance. Über den unteren beiden Geschossen erhob sich das Hauptgeschoss, das wie ein Piano nobile in herrschaftlichen Wohnhäusern gestaltet war. Es verfügte über große, von Segmentbogengiebeln bekrönte Fensterflächen und einen Balkon, der sich über die gesamte Hausbreite erstreckte und von prächtig verzierten Konsolen getragen wurde. Über dem Hauptgeschoss schloss sich ein halbhohes Geschoss mit kleinen Fenstern an. Das Dach war durch eine Balustrade abgeschlossen.

### Heutige Fassade

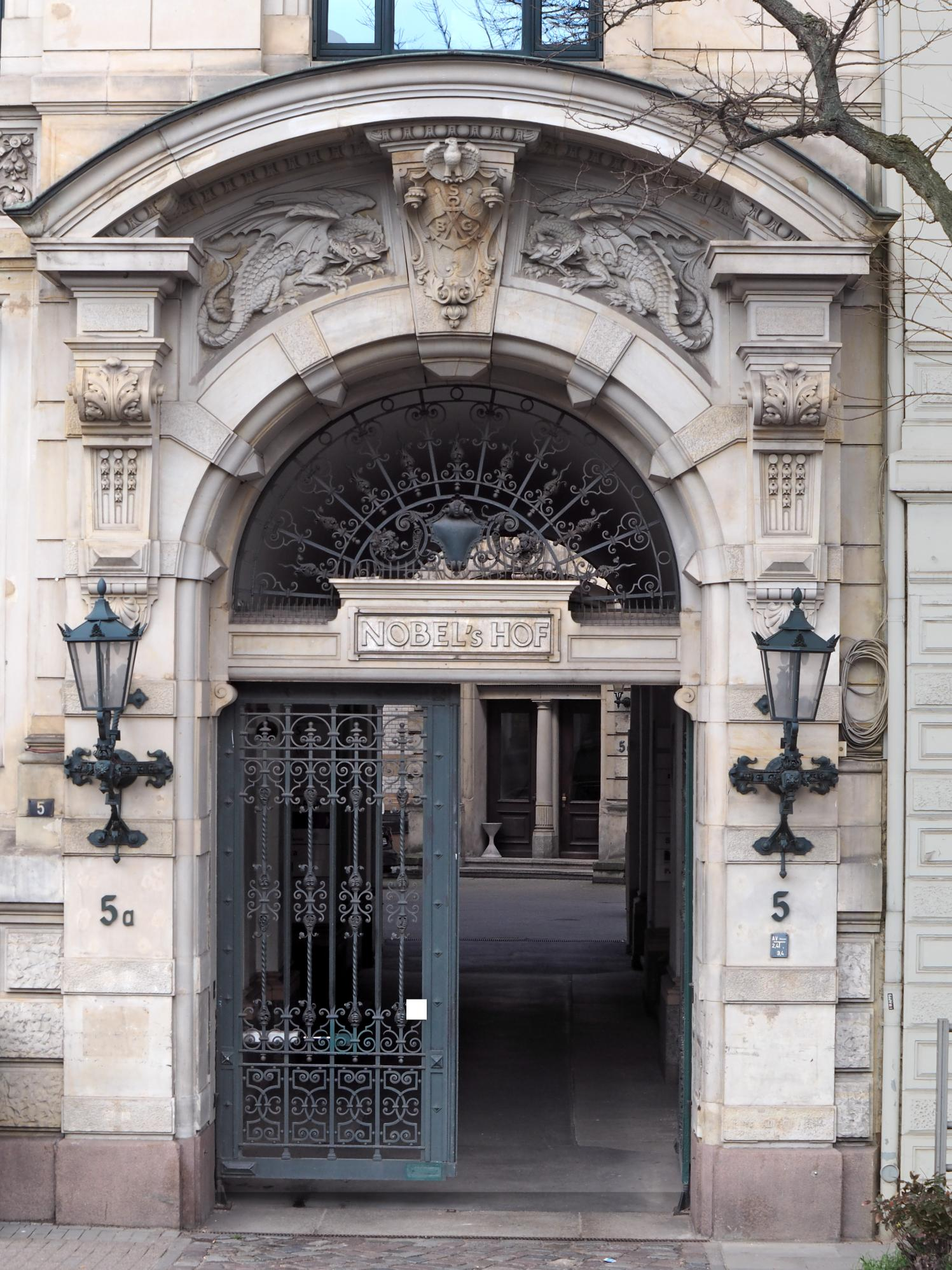
Eingangsportal mit Schriftzug Nobelshof

Die heutige Fassade gliedert sich in die weitgehend ursprünglich erhaltenen unteren zwei Geschosse und drei neu entstandene Obergeschosse.
Der untere Gebäudeteil beginnt mit einem Sockelbereich mit kleinen Kellerfenstern. Das Erdgeschoss zeichnet sich durch besonders hohe Fenster aus. Das reich verzierte Eingangsportal am rechten Rand erstreckt sich über Sockel und Erdgeschoss und ragt mit seinem Segmentbogengiebel in das erste Obergeschoss hinein. Drei der vier Fensterbrüstungen im ersten Obergeschoss sind mit Reliefs verziert.
Der 2001 aufgestockte obere Bereich ist dekorlos als Lochfassade gestaltet, behält aber die Gliederung der Untergeschosse bei. Bei den neuen Fenstern hat man sich an der ursprünglichen Sprossung orientiert.

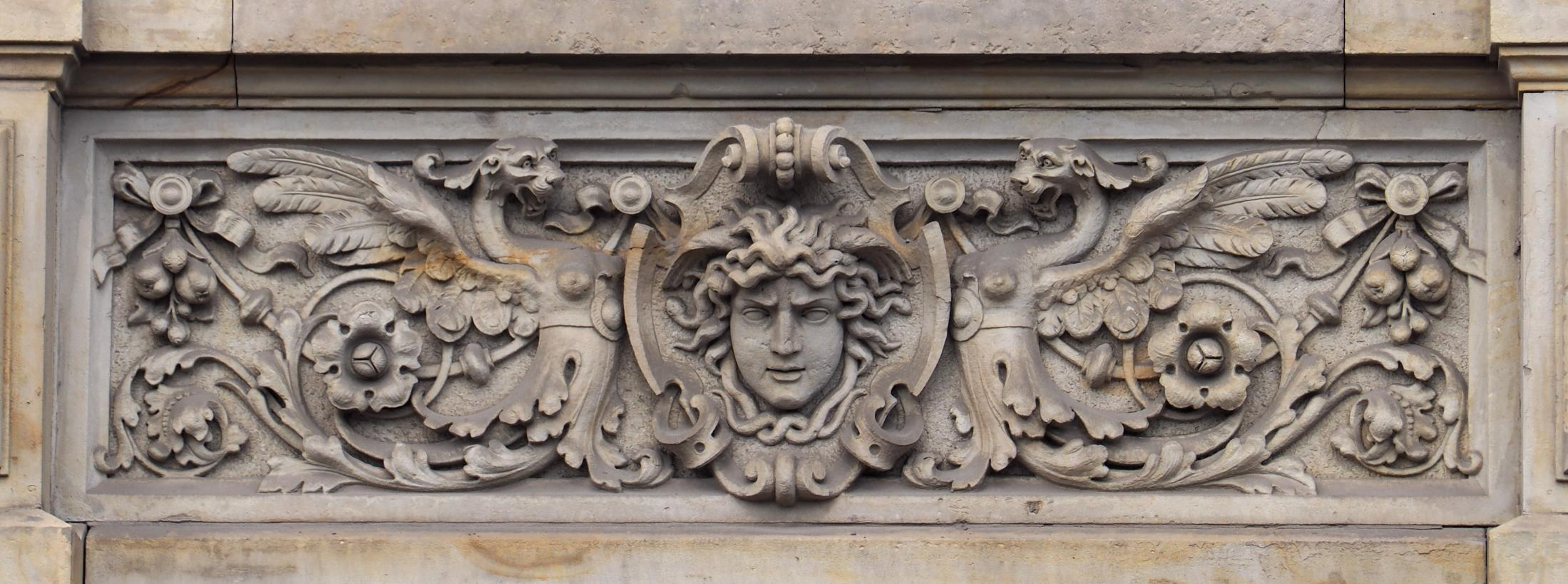
Fensterbrüstung im ersten Obergeschoss
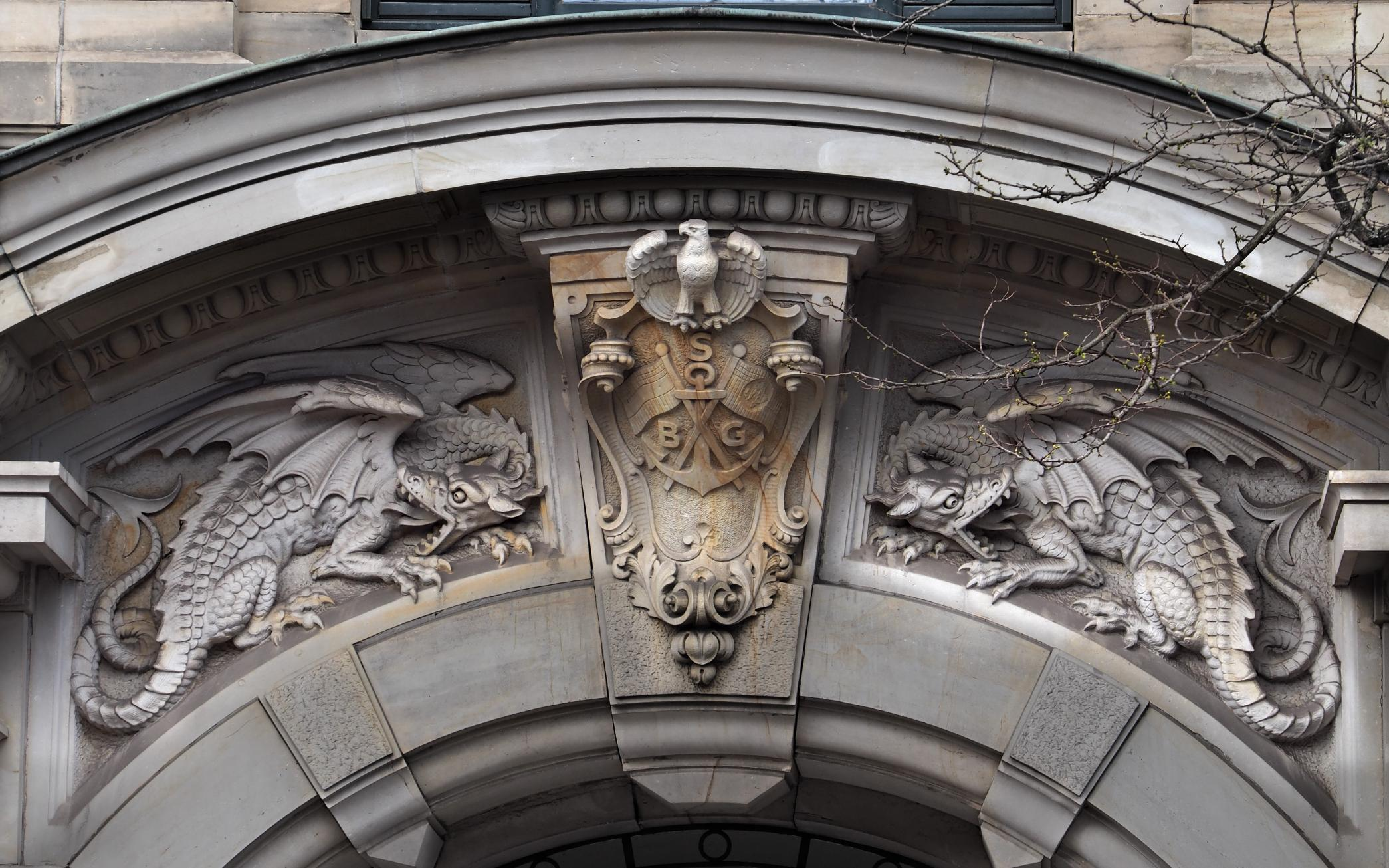
Drachenreliefs und Medaillon der See-Berufsgenossenschaft

### Innenhof

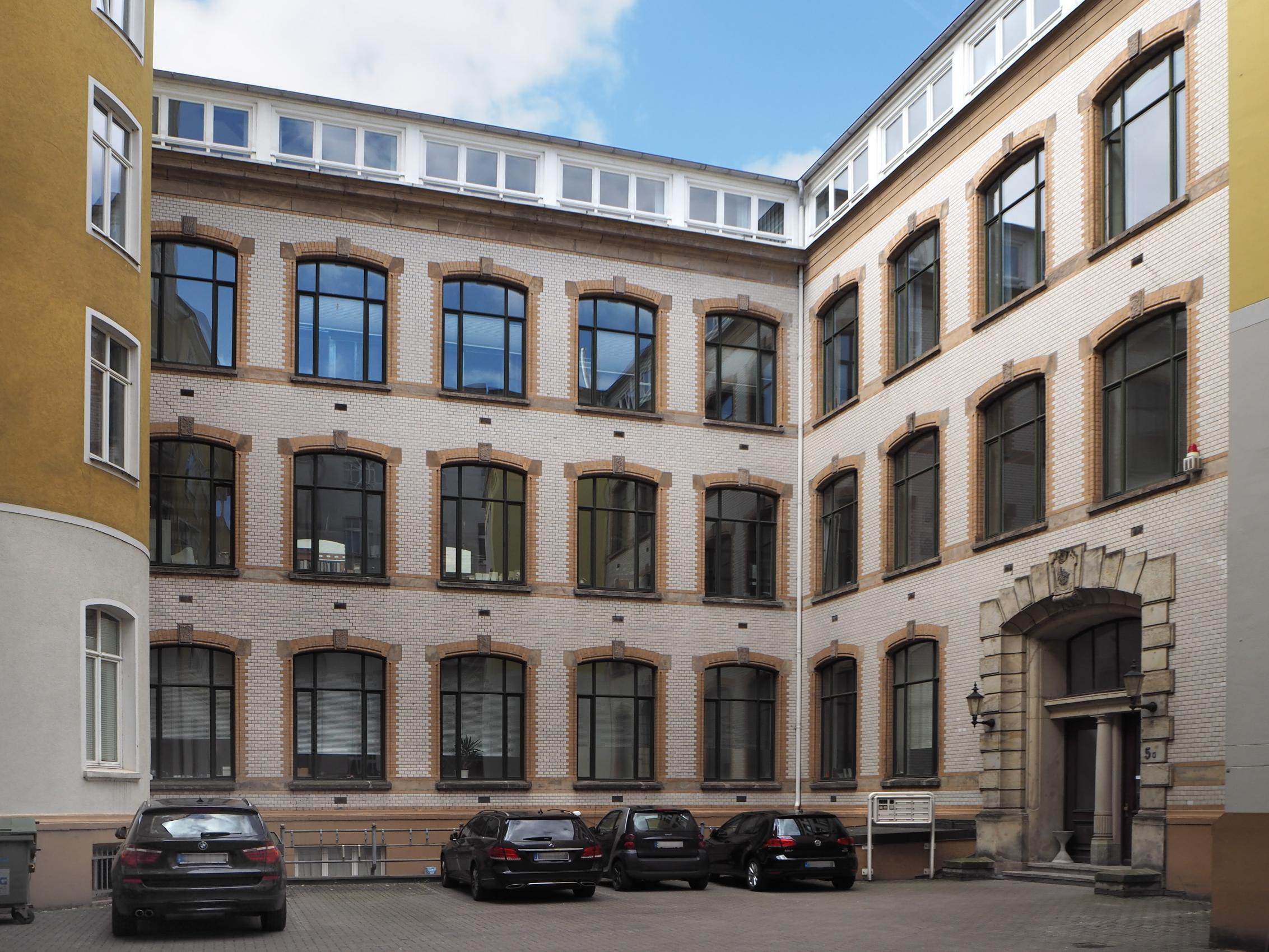
Wandgestaltung im Innenhof

Die Fronten der hinteren Gebäude waren ursprünglich zum Innenhof hin mit Glasurplatten versehen, hellgelb in der Fläche und um die Fenster herum dunkler. Durch Kriegseinwirkung sind nicht mehr alle hinteren Gebäudeteile vorhanden, im Westen und Norden ist die ursprüngliche Wandverkleidung erhalten.